# Học viện Ngoại giao (Việt Nam)
Học viện Ngoại giao (tiếng Anh là: Diplomatic Academy of Vietnam - DAV, tiền thân là: Trường Ngoại giao) là đơn vị sự nghiệp hệ công lập thuộc hệ thống giáo dục quốc dân trực thuộc Bộ Ngoại giao tại Việt Nam được Thường vụ Hội đồng Chính phủ ra quyết định thành lập năm 1959, cơ sở nghiên cứu – đào tạo đầu ngành thực hiện chức năng nghiên cứu chiến lược về quan hệ quốc tế và chính sách đối ngoại; đào tạo đại học, sau đại học và bồi dưỡng nghiệp vụ đối ngoại ở Việt Nam. Học viện Ngoại giao là cái nôi đào tạo, bồi dưỡng nhiều thế hệ cán bộ ngoại giao, cán bộ làm công tác đối ngoại của các cơ quan, tổ chức, hiệp hội, và cán bộ làm công tác hội nhập quốc tế tại các Bộ, ngành và địa phương trong cả nước.  
Học viện Ngoại giao là cơ quan tham mưu chiến lược của Bộ Ngoại giao, Lãnh đạo Đảng và Nhà nước trong việc xây dựng, hoạch định và thực hiện chính sách đối ngoại, xây dựng lịch sử và lý luận quan hệ quốc tế. Học viện Ngoại giao nằm trong danh sách 40 cơ quan học thuật hàng đầu do chính phủ bảo trợ tại khu vực Châu Á – Thái Bình Dương, có quan hệ hợp tác với hơn 80 trường Đại học, cơ quan, tổ chức và mạng lưới hợp tác nghiên cứu chiến lược và quốc tế ở khu vực và trên thế giới.

## Địa chỉ
- Trụ sở của Nhà trường được đặt tại: số 69 phố Chùa Láng, phường Láng Thượng, quận Đống Đa, thành phố Hà Nội, nước Việt Nam.

## Tên gọi qua các thời kỳ
Học viện đã từng trải qua các tên gọi khác nhau:
1. Trường Ngoại giao (1959 - 1960)
2. Khoa Quan hệ quốc tế của Trường Đại học Kinh tế - Tài chính (nay là Trường Đại học Kinh tế Quốc dân) (1960 - 1964)
3. Trường Cán bộ Ngoại giao - Ngoại thương (1964 - 1965)
4. Trường Đại học Ngoại giao (1965 - 1987)
5. Viện Quan hệ quốc tế Bộ Ngoại giao (1987-1992)
6. Học viện Quan hệ quốc tế (1992 - 2008)
7. Học viện Ngoại giao (2008 - nay)

## Lịch sử
Năm 1959, Học viện Ngoại giao được thành lập với tên ban đầu là Trường Ngoại giao do Thường vụ Hội đồng Chính phủ ra quyết định thành lập.
Đến năm 1960, Trường sáp nhập vào Trường Đại học Kinh tế – Tài chính (nay là Trường Đại học Kinh tế Quốc dân) và trở thành Khoa Quan hệ Quốc tế. Tuy là khoa thuộc Trường Đại học Kinh tế - Tài chính, nhưng lại do Bộ Ngoại giao trực tiếp quản lý. Khoa Quan hệ quốc tế lúc đó có 2 bộ môn: bộ môn Ngoại giao và bộ môn Ngoại thương, Chủ nhiệm Khoa là cán bộ do Bộ Ngoại giao bổ nhiệm.
Năm 1964, Thủ tướng Chính phủ đã ra quyết định tách Khoa Quan hệ quốc tế ra khỏi Trường Đại học Kinh tế - Tài chính để tái thành lập Trường Cán bộ Ngoại giao - Ngoại thương trực thuộc Bộ Ngoại giao.
Năm 1965, Thủ tướng Chính phủ ra quyết định chia Trường Cán bộ Ngoại giao – Ngoại thương thành hai trường: Trường Đại học Ngoại giao và Trường Đại học Ngoại thương.
Ngày 19 tháng 5 năm 1987, Hội đồng Bộ trưởng đã ban hành Nghị định số 78/HĐBT về việc sáp nhập Trường Đại học Ngoại giao với Viện Quan hệ quốc tế để thành lập Viện Quan hệ quốc tế Bộ Ngoại giao.
Ngày 1 tháng 8 năm 1992, Chủ tịch Hội đồng Bộ trưởng đã ban hành Quyết định số 279/CT về việc đổi tên Viện Quan hệ quốc tế Bộ Ngoại giao thành Học viện Quan hệ quốc tế.
Ngày 23 tháng 6 năm 2008, Thủ tướng Chính phủ ra Quyết định số 82/2008/QĐ-TTg nâng cấp Học viện Quan hệ Quốc tế thành Học viện Ngoại giao, với cơ cấu tổ chức và chức năng của cơ quan cấp Tổng cục.
Ngày 12 tháng 7 năm 2012, Thủ tướng Chính phủ ra Quyết định số 29/2012/QĐ-TTg sửa đổi, bổ sung Điều 3 Quyết định số 82/2008/QĐ-TTg ngày 23 tháng 6 năm 2008 của Thủ tướng Chính phủ quy định chức năng, nhiệm vụ, quyền hạn và cơ cấu tổ chức của Học viện Ngoại giao trực thuộc Bộ Ngoại giao, theo đó thành lập Viện Biển Đông trực thuộc Học viện Ngoại giao.
Ngày 24 tháng 12 năm 2014, Thủ tướng Chính phủ ra Quyết định số 75/2014/QĐ-TTg quy định chức năng, nhiệm vụ, quyền hạn và cơ cấu tổ chức của Học viện Ngoại giao trực thuộc Bộ Ngoại giao, theo đó thành lập Ban Đào tạo trực thuộc Học viện Ngoại giao.
Theo Quyết định số 07/2019/QĐ-TTg ngày 15/02/2019 của Thủ tướng Chính phủ, thay thế quyết định cũ, quy định chức năng, nhiệm vụ, quyền hạn và cơ cấu tổ chức của Học viện Ngoại giao trực thuộc Bộ Ngoại giao: "Học viện Ngoại giao là tổ chức sự nghiệp công lập trực thuộc Bộ Ngoại giao, thực hiện chức năng nghiên cứu chiến lược về quan hệ quốc tế và chính sách đối ngoại; đào tạo đại học, sau đại học và bồi dưỡng nghiệp vụ đối ngoại".
Ngày 28 tháng 6 năm 2024, Thủ tướng Chính phủ ra Quyết định số 08/2024/QĐ-TTg quy định chức năng, nhiệm vụ, quyền hạn và cơ cấu tổ chức của Học viện Ngoại giao trực thuộc Bộ Ngoại giao.

## Cơ cấu tổ chức
Theo Quyết định số 08/2024/QĐ-TTg ngày 28/06/2024 của Thủ tướng Chính phủ quy định chức năng, nhiệm vụ, quyền hạn và cơ cấu tổ chức của Học viện Ngoại giao trực thuộc Bộ Ngoại giao, cơ cấu tổ chức của Học viện Ngoại giao bao gồm 11 Đơn vị trực thuộc, bao gồm:

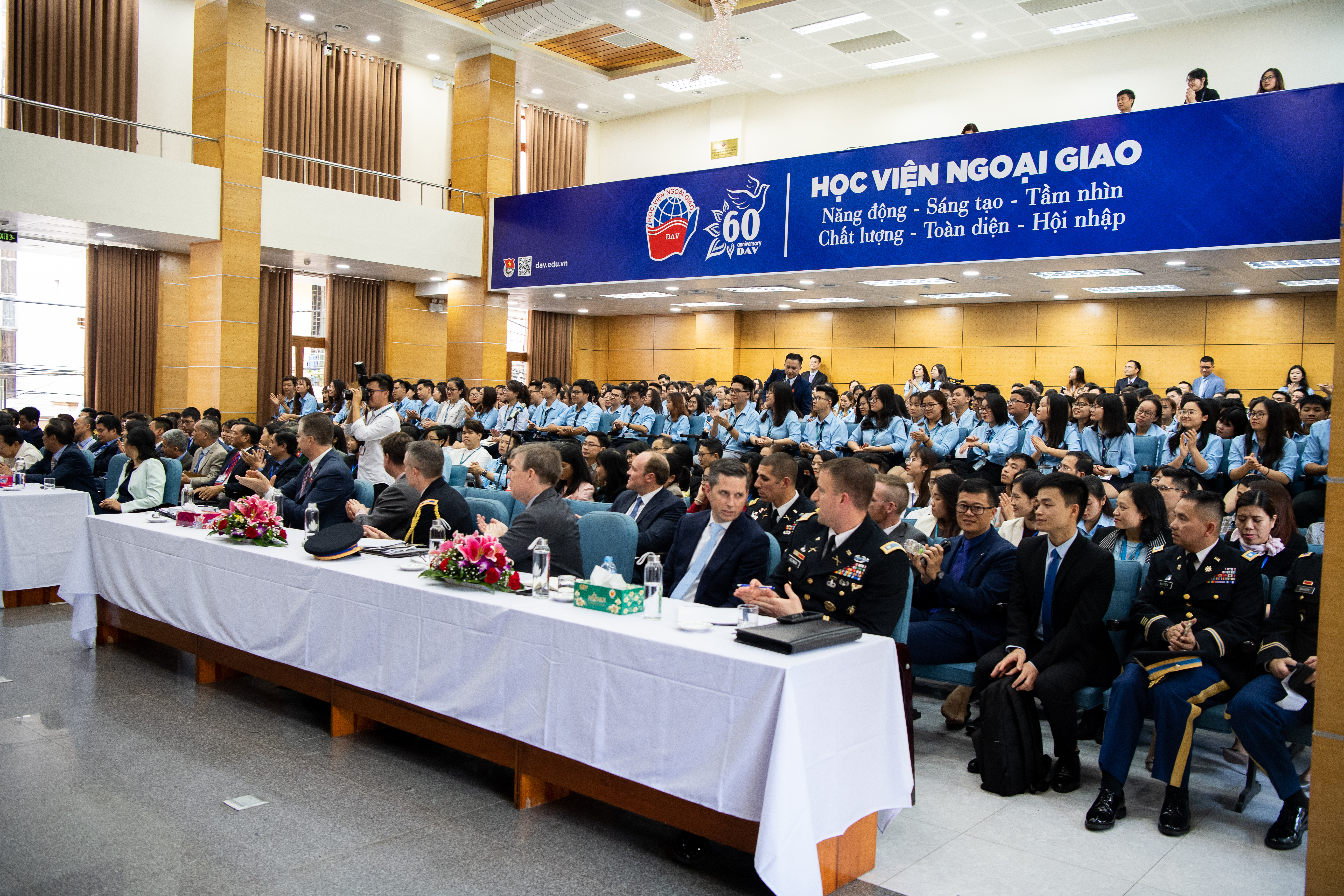
Hội trường chính của Học viện

### Đơn vị đào tạo và nghiên cứu
- Viện Nghiên cứu Chiến lược Ngoại giao;
- Viện Biển Đông;
- Ban Đào tạo Đại học và Sau Đại học;
- Ban Đào tạo, Bồi dưỡng cán bộ đối ngoại;[6]
- Khoa Chính trị Quốc tế và Ngoại giao;
- Khoa Kinh tế Quốc tế;
- Khoa Luật Quốc tế;
- Khoa Truyền thông và Văn hoá đối ngoại;
- Khoa Ngoại ngữ.

### Các cơ quan chức năng
- Ban Đào tạo đại học và sau đại học;
- Ban Khoa học, Thông tin và Tạp chí Nghiên cứu quốc tế;
- Văn phòng.

## Các ngành đào tạo
Học viện Ngoại giao đào tạo các ngành rất đa dạng, nhưng nhìn chung những ngành này đều liên quan đến vấn đề ngoại giao.
Danh sách các ngành đào tạo (trình độ cử nhân):
| STT | Ngành đào tạo                                                                                |
| 1   | Quan hệ Quốc tế (International Relations)                                                    |
| 2   | Kinh tế Quốc tế (International Economics)                                                    |
| 3   | Luật Quốc tế (International Law)                                                             |
| 4   | Truyền thông Quốc tế (International Communications)                                          |
| 5   | Kinh doanh Quốc tế (International Business)                                                  |
| 6   | Ngôn ngữ Anh (The English Language) - Chuyên ngành Quan hệ Quốc tế thuộc ngành Ngôn ngữ Anh. |
| 7   | Luật Thương mại Quốc tế (International Trade Law)                                            |
| 8   | Châu Á - Thái Bình Dương học (Asia - Pacific Studies)                                        |
| 9   | Hoa Kỳ học (American Studies)                                                                |
| 10  | Hàn Quốc học (Korean Studies)                                                                |
| 11  | Nhật Bản học (Japan Studies)                                                                 |
| 12  | Trung Quốc học (China Studies)                                                               |

## Sứ mệnh, tầm nhìn và văn hóa
Sứ mệnh: Học viện là cơ sở hàng đầu trong cả nước có sứ mệnh đào tạo nguồn nhân lực chất lượng cao, bồi dưỡng cán bộ và nghiên cứu chiến lược, nghiên cứu chuyên sâu phục vụ công tác đối ngoại và hội nhập quốc tế toàn diện của đất nước.
Tầm nhìn: Giữ vững vị trí số một tại Việt Nam trong đào tạo, bồi dưỡng, nghiên cứu phục vụ công tác đối ngoại và hội nhập quốc tế toàn diện, phấn đấu tới năm 2030 vươn lên nhóm dẫn đầu khu vực.
Văn hóa: Năng động - Sáng tạo - Tầm nhìn; Chất lượng - Toàn diện - Hội nhập.

## Các hoạt động đào tạo và hợp tác quốc tế
Học viện chính thức đổi tên từ Học viện Quan hệ Quốc tế thành Học viện Ngoại giao từ cuối tháng 6 năm 2008.
Hiện nay Học viện Ngoại giao là thành viên tích cực trong Ban nội dung của các hội nghị quốc tế được tổ chức tại Việt Nam như: Hội nghị thượng đỉnh các nước nói tiếng Pháp, Hội nghị cấp cao APEC, Hội nghị cấp cao ASEAN, Hội nghị Liên minh Nghị viện thế giới IPU 132,...
Về hợp tác quốc tế, Học viện là thành viên tổ chức các viện nghiên cứu chiến lược và quốc tế ASEAN-ISIS, thành viên Hội đồng Hợp tác An ninh châu Á - Thái Bình Dương (CSCAP), điều phối viên của Việt Nam trong Mạng lưới nghiên cứu xung đột ở Đông Nam Á; có quan hệ hợp tác với hơn 80 Viện nghiên cứu và trường đại học nước ngoài; có quan hệ với nhiều đại sứ quán nước ngoài tại Hà Nội; hằng năm tiếp đón và làm việc với trên 40 đoàn khách quốc tế và cử trên 60 đoàn đi dự các hội nghị, hội thảo quốc tế.
Về Đào tạo, ngày 15 tháng 6 năm 2009, Thủ tướng Chính phủ đã ra Quyết định số 821/QĐ-TTg giao nhiệm vụ đào tạo trình độ Tiến sĩ cho Học viện Ngoại giao.
Học viện được phép đào tạo Tiến sĩ (Quan hệ quốc tế, Luật Quốc tế), Thạc sĩ (Quan hệ quốc tế, Luật quốc tế, Kinh tế quốc tế, liên kết đào tạo Pháp ngữ và Quan hệ quốc tế), Cử nhân (Quan hệ quốc tế, Luật quốc tế, Kinh tế quốc tế, Truyền thông quốc tế, Ngôn ngữ Anh).
Cho đến năm 2018, Học viện đã tuyển sinh 09 khoá Nghiên cứu sinh Quan hệ quốc tế, 02 khóa Nghiên cứu sinh Luật quốc tế; 19 khoá Cao học Quan hệ quốc tế, 07 khóa Cao học Luật quốc tế, 05 khóa Cao học Kinh tế quốc tế; 45 khoá Đại học chính quy, 05 Khoá Cao đẳng và 23 khoá Trung cấp. Năm 2018, số lượng học viên theo học là: 1.851 sinh viên theo học chương trình đào tạo Cử nhân, 364 đào tạo Thạc sĩ và 54 theo học Tiến sĩ.
Học viện đã ký kết chương trình hợp tác đào tạo Thạc sĩ và cử nhân Quan hệ Quốc tế với Trường Đại học Lyon III của Pháp và Trường Đại học Victoria Wellington của New Zealand.
Đội ngũ giảng viên của Học viện phần lớn được đào tạo đại học và sau đại học tại các trường đại học hàng đầu thế giới, khu vực và có thể giảng dạy trực tiếp các môn chuyên ngành bằng tiếng Anh, tiếng Pháp, tiếng Trung Quốc. Nhiều giảng viên, nghiên cứu viên uy tín của Học viện đồng thời là cán bộ ngoại giao với nhiều kinh nghiệm thực tế. Đặc biệt, nhiều giảng viên đã từng là Trưởng các Cơ quan đại diện của Việt Nam hoặc là các nhà ngoại giao cao cấp tại nhiều quốc gia và các tổ chức quốc tế, khu vực... Ngoài ra, Học viện còn có một mạng lưới các chuyên gia cao cấp trong nước và quốc tế thường xuyên cộng tác giảng dạy và nói chuyện chuyên đề với sinh viên.
Sinh viên học tại trường có nhiều cơ hội được tham gia trong các hội nghị cấp quốc gia và quốc tế như hội nghị ASEAN, ASEM, APEC, ADB.
Về Bồi dưỡng, Trung tâm FOSET trực thuộc Học viện có chức năng đào tạo, bồi dưỡng kiến thức, kỹ năng, nghiệp vụ đối ngoại, ngoại ngữ, kỹ năng biên phiên dịch cho đội ngũ công chức, viên chức của Bộ Ngoại giao, công chức, viên chức làm công tác đối ngoại của các Bộ, ngành, địa phương và cung cấp dịch vụ đào tạo, bồi dưỡng cho các tổ chức, cá nhân theo quy định của pháp luật.  

## Thành tích
- Từ 1994 đến nay: liên tục được Bộ ngoại giao công nhận là đơn vị xuất sắc trong ngành.
- Được Nhà nước tặng thưởng nhiều huân chương:[8]
  - 1994: Huân chương Lao động hạng nhất;
  - 1999: Huân chương Độc lập hạng ba;
  - 2004: Huân chương Độc lập hạng nhì;
  - 2009: Huân chương Hồ Chí Minh;[8]
  - 2009: Huân chương Lao động hạng nhất của Nhà nước Cộng hòa Dân chủ Nhân dân Lào;[7]
  - 2019: Huân chương Độc lập hạng nhất;
  - Cờ thi đua của Thủ tướng Chính phủ, Bộ Ngoại giao;
- Ngoài ra, Học viện còn được vinh dự nhận nhiều danh hiệu cao quý khác của Thủ tướng Chính phủ, Bộ Ngoại giao, các cơ quan đơn vị Bộ, ngành khác, Đảng và Nhà Nước, Chính phủ và các cơ quan TW của các nước bạn,...

## Lãnh đạo hiện nay
- Giám đốc: TS. Nguyễn Hùng Sơn.[9]
- Phó Giám đốc: TS. Nguyễn Thị Thìn; PGS. TS. Nguyễn Thị Lan Anh; ThS. Nguyễn Mạnh Đông.

## Lãnh đạo qua các thời kỳ
- Ông Nguyễn Quang Tạo
- Ông Trịnh Quang Thanh
- GS.TS. Đại sứ Vũ Dương Huân
- PGS.TS. Đại sứ Dương Văn Quảng, nguyên Đại sứ, Trưởng phái đoàn Việt Nam bên cạnh Tổ chức Giáo dục, Khoa học và Văn hóa của Liên hiệp quốc (UNESCO)
- PGS.TS. Đại sứ Đặng Đình Quý, nguyên Đại sứ, Trưởng Phái đoàn thường trực Việt Nam tại Liên hiệp quốc, nguyên Thứ trưởng Bộ Ngoại giao
- GS. TS. Đại sứ Nguyễn Vũ Tùng, nguyên Đại sứ ĐMTQ nước CHXHCN Việt Nam tại Hàn Quốc
- PGS.TS. Phạm Lan Dung, Quyền Giám đốc Học viện Ngoại giao, Giám đốc Trung tâm Đào tạo Bồi dưỡng Cán bộ Đối ngoại, Chủ tịch Hội Luật quốc tế Châu Á, Tổng Thư ký kiêm Phó Chủ tịch Hội Luật quốc tế Việt Nam

## Một số sinh viên, học viên tiêu biểu
- Bùi Thanh Sơn, Phó Thủ tướng Chính phủ nước Cộng hoà Xã hội Chủ nghĩa Việt Nam (2024–nay), Bộ trưởng Bộ Ngoại giao (2021–nay)
- Đỗ Hùng Việt, Thứ trưởng Bộ Ngoại giao (2022 –nay)
- Đặng Đình Quý, nguyên trưởng Phái đoàn thường trực Việt Nam tại Văn phòng Liên hợp quốc
- Lê Hải Bình, người phát ngôn Bộ Ngoại giao (2014–2017), Thứ trưởng Thường trực Bộ Văn hoá Thể thao và Du lịch (2025–nay)
- Lê Lương Minh, Tổng thư ký ASEAN (2013–2017)
- Lê Thị Tuyết Mai, nguyên Đại sứ và trưởng Phái đoàn thường trực Việt Nam tại Văn phòng Liên hợp quốc và Tổ chức Thương mại Thế giới
- Phạm Bình Minh, nguyên Phó Thủ tướng Thường trực Chính phủ nước Cộng hoà Xã hội Chủ nghĩa Việt Nam (2013–2023), nguyên Bộ trưởng Bộ Ngoại giao (2011–2021)
- Uyên Linh, ca sĩ
- Mai Thu Huyền, diễn viên
- Thanh Vân Hugo, diễn viên
- Nguyễn Thu Thủy, Hoa hậu Việt Nam 1994
- Ngô Thanh Thanh Tú, Á hậu 1 Hoa hậu Việt Nam 2016
- Trần Khánh Vy, MC, Vlogger, Youtuber